# Chilches (Vélez-Málaga)
Chilches est un village de la région d'Axarquía, à l'extrême ouest de la commune de Vélez-Málaga en Andalousie en Espagne.

## Histoire
La première mention de la ville, sous le nom Cicer, faisant référence aux plantations de pois chiches locales, remonte à l'époque romaine.
Par la suite, Cicer a été sous contrôle wisigoth puis sous contrôle musulman. C'est durant cette époque que son nom est arabisé en « Chilches » et regroupe des fermes musulmanes prospères.
En 1492, à la suite de la prise de Grenade, Chilches et ses deux tours sont attribuées aux nobles qui ont pris part à la bataille, entre autres: le conde Manrique de Lara et le marquis Garcí Fernández Manrique. La tour intérieure sera détruite peu de temps après, alors que la tour côtière est encore debout aujourd'hui.
Dès lors, et jusqu'à l'invasion de la filoxera au XIXe siècle, Chilches est une bourgade de pêcheurs. Elle dépend de la ville de Macharaviaya durant cette période. 
Le 1er juin 1821 elle est reconnue comme mairie constitutionnelle. Cela ne l'emèche pas d'avoir de fréquentes disputes avec la ville voisine de Vélez-Málaga, au sujet de la collecte des taxes et du territoir de chaque comunne. Vélez-Málaga essaye, en effet, durant cette époque d'agrandir son territoire, avec notamment l'acquisition d'Arroyo de Santillán, d'Iberos et  de Benajarafe durant la première moitié du XIXe siècle.
Le 31 août 1868 enfin Vélez-Málaga réussit à intégrer à son territoire Chilches, dont le dernier maire est Gabriel Gálvez de Bustamante. 
Le 16 octobre 1995, la plupart de ses voisins, représentés par une commission ont entamé une procédure afin de mettre en place une entité locale autonome. Ce projet a été rejeté, par arrêté du Conseil de l'Andalousie le 4 avril 2006.

## Plage de Chilches
Il s'agit d'une plage très étendue et parfois étroite sur quelques tronçons. Elle est longée par la route N-340.
Le long de cette plage, il est possible de trouver plusieurs résidences où la majorité de ses utilisateurs habitent.

## Transport public
Les bus interurbains connectent la ville de Chilches à Málaga, Vélez-Málaga, Nerja, Periana et Riogordo. Les lignes suivantes, exploitées par le Consortium de Transport Métropolitain de la Zone de Málaga, ont des arrêts dans la ville:
| Ligne | Trajet                                       | Parcours et horaires | Plan |
| ----- | -------------------------------------------- | -------------------- | ---- |
| M-260 | Málaga-Vélez-Málaga (par Tour de Benagalbón) | Parcours et horaires | Plan |
| M-362 | Málaga-Nerja (par Tour de Benagalbón)        | Parcours et horaires | Plan |
| M-363 | Málaga-Torrox (par Tour de Benagalbón)       | Parcours et horaires | Plan |
| M-364 | Málaga-Periana (par Tour de Benagalbón)      | Parcours et horaires | Plan |
| M-365 | Málaga-Riogordo (par Tour de Benagalbón)     | Parcours et horaires | Plan |